# Martina Andrión
Martina Andrión (Penonomé, 9 de junio de 1907 - Panamá, 2005) fue una poetisa, narradora y compositora penonomeña declarada en 1993 La alondra coclesana. Es la autora de Guacamaya, obra que se ha declarado como "la canción que se ha robado el corazón de los penonomeños".

## Biografía
Hija de don Juan José Quirós Mendoza y doña Francisca Andrión, hizo sus estudios primarios en la Escuela de Niñas de Penonomé, en una época en que eran pocas las personas que tenían acceso a la educación.  Terminada su escuela primaria, inició tempranamente una noble tarea educativa a la que dedicaría buena parte de su vida.  Para comenzar, trabajó cuatro años en la Escuela de Churuquita Chiquita, antes de suspender la carrera docente para continuar sus cursos secundarios.  Terminado este período en 1937, trabajó en Sofre, y en Santa Rita de Antón.  Escribió  los himnos (letra y música) de estas instituciones, en el reconocimiento de que una composición emblemática seguramente uniría y elevaría el autorreconocimiento de la comunidad.    
Finalizó sus estudios secundarios en el Instituto Justo Arosemena. En 1942, ingreso  en el segundo Conservatorio Nacional de Música y Declamación de la era republicana fundado en la Ciudad de Panamá en 1941 por el gobierno del Dr. Arnulfo Arias.  El director era  Alfredo de Saint Malo. Allí estudió declamación, ritmo y canto, inmersa en una época de oro para los estudios de estas bellas artes. Su producción no se hizo esperar, y Martina Andrión mostró que ya daba frutos. El crítico y educador Enrique Ruiz Vernacci expresó, entonces, que era una poetisa de gran fuerza. Llevaba en aquella época, como era la costumbre, el apellido de su esposo: Martina de Coparropa.  
En Sofre (1938) escribió Poemas Románticos, que fueron publicados por Efraín Carles y José R. Vásquez en el quincenario manuscrito La Voz de la Selva.